# رايموند بي مور
رايموند بي مور (بالإنجليزية: Raymond P. Moore)‏ هو محامي وقاضي أمريكي، ولد في 19 يونيو 1953 في بوسطن في الولايات المتحدة.